# Eumicetoma
Eumicetoma es una enfermedad fúngica crónica granulomatosa de humanos, que afecta principalmente los miembros, y a veces las paredes abdominales y del pecho o la cabeza. Mycetoma pedis (micetoma del pie), la forma más común de micetoma, es conocida comúnmente como el pie de Madura. La infección es endémica en África, India y América Central y del Sur. La enfermedad también ocurre en otras zonas pero no en escala endémica.

## Signos y síntomas
La lesión inicial es una hinchazón subcutánea pequeña luego de una herida pequeña. Posteriormente, se forman senos que descargan exudados  purulentos y seropurulentos conteniendo granos que son colonias fúngicas. La destrucción de tejidos profundos, y la deformación y pérdida de función de las extremidades afectadas puede occurrir en etapas avanzadas.

## Patogénesis y patología
La frecuencia de la presentación de la enfermedad en la piel, la costumbre común de andar descalzo en una región tropical y la recuperación de tantos de los microorganismos causantes de esta enfermedad en el suelo, condujo, a la suposición de que el micetoma se adquiere a partir de una implantación traumática en la piel. Tal implantación se presupone que va seguida por la multiplicación y producción en los tejidos de colonias del agente etiológico (gránulos). Por examen microscópico, tales gránulos aparecen cubiertos por un material proteico eosinofílico, más claramente discernible en la periferia, que representa la reacción hística del huésped. En la región inmediata a la lesión, esta reacción hística es característicamente supurativa, aunque en la periferia pueden apreciarse granulomas y células gigantes. En algunos casos raros, la infección puede extenderse a través del sistema linfático o circulación sanguínea a otros lugares.

## Causas
El micetoma puede ser causado por bacterias del filo Actinomycetes,  o por hongos (Eumycetes) en cuyo caso es denominado eumicetoma. Las especies de bacterias y hongos que pueden causar micetoma se indican a continuación junto con los colores característicos de descarga de las heridas infectadas:[cita requerida]
Descarga roja
- Actinomadura pelletieri (bacteria)

Descarga blanca o amarilla
- Acremonium strictum
- Actinomadura madurae (bacteria)
- Aspergillus nidulans
- Noetestudina rosatii
- Phaeoacremonium krajdenii[9]
- Pseudallescheria boydii[10]

Descarga negra
- Aspergillus terreus
- Curvularia lunata
- Cladophialophora bantiana
- Exophiala jeanselmei[11]
- Leptosphaeria senegalensis
- Leptosphaeria tompkinsii
- Madurella grisea[12]
- Madurella mycetomatis[13]
- Pyrenochaeta romeroi

Algunas especies del género de bacterias Nocardia (incluida Nocardia asteroides y Nocardia brasiliensis) que pueden causar micetoma producen una descarga amarilla, y aquellas del género de bacterias Streptomyces (incluido Streptomyces somaliensis) producen una descarga amarilla o roja.[cita requerida]

## Diagnóstico
Es general, se evidencia por la aparición de la propia lesión. Sin embargo, el diagnóstico etiológico suele establecerse normalmente por detección de gránulos en secciones de tejido no coloreado o en una extensión de pus. Los gránulos de la E.mycetomi, Madurella grisea. jeanselmi tienen un color que varía del marrón al negro, mientras que los de la A. boydii, A. madurae y N. brazilensis son de un color que varía del blanco al amarillo.
Dado que los raspados superficiales casi siempre están contaminados por bacterias u hongos menos patógenos, es mejor utilizar material de biopsia para los cultivos. Tampoco es aconsejable fiarse sólo del uso de medios de cultivo en los que se ha inducido selectividad por adición de antimicrobianos. Si se incluye cicloheximida se inhibirá la A. boydii y si se, incluye cloranfenicol o neomicina puede inhibirse la N. brazilensis. Sin embargo, en muchos casos es difícil aislar un hongo a menos que se utilicen medios que incluyan agentes antibacterianos.
Ocasionalmente, se encuentran lesiones en los pies o en otros lugares a partir de las cuales solo se logra cultivar bacterias (notablemente especies de Staphylococcus y de Streptococcus). Tal enfermedad en algunas ocasiones, ha sido denominada por el término de botriomicosis. En todas cuantas raras ocasiones en que las lesiones debidas a la filariasis crónica (elefantiasis) quedan infectadas secundariamente y drenan de forma transitoria, esta enfermedad puede parecerse a un micetoma.

## Tratamiento
Medicamentos tales como ketoconazol,
voriconazol, y itraconazol se emplean generalmente en el tratamiento de la infección. Los actinomicetos generalmente responden bien al tratamiento médico, pero los eumicetos son generalmente resistentes y pueden requerir intervenciones quirúrgicas que incluyen procedimientos de rescate como la resección ósea o incluso la amputación más radical.

## Pronóstico
El curso de la enfermedad es crónico y progresivo. En sus últimas fases las lesiones pueden resultar parcialmente incapacitantes, aunque el micetoma no suele provocar mortalidad.

## Prevención
El uso extendido de zapatos o de otras prendas protectoras, lógicamente parece constituir una importante medida profiláctica en las regiones en que la enfermedad es frecuente.
No se ha demostrado que el control de los microorganismos causantes en el suelo sea útil ni posible. Por otro lado, dado que el eumicetoma puede ser provocado por una extensa diversidad de microorganismos, el desarrollo de vacunas no estaría justificado, incluso aunque fuera posible.